# Knattspyrnufélagið Þróttur
Knattspyrnufélagið Þróttur – islandzki wielosekcyjny klub piłkarski z siedzibą w stolicy kraju, mieście Reykjavík. Klub prowadzi również sekcje piłki ręcznej, siatkówki i tenisa.

## Historia
Chronologia nazw:
- 1949: Þróttur Reykjavík

Klub Þróttur został założony 5 sierpnia 1949 roku w zachodniej części Reykjavíka. W 1953 roku zespół debiutował w rozgrywkach Meistaraflokkur (grupa B) mistrzostw Islandii, ale przegrał oba mecze w grupie. W następnym 1954 sezonie zajął przedostatnie 5.miejsce. W 1955 po utworzeniu 1. deild startował w pierwszej lidze, ale zajął ostatnie 6.miejsce i spadł do 2. deild. W 1958 zdobył mistrzostwo drugiej ligi i powrócił do pierwszej ligi. Jednak powrót był nieudany – ponownie ostatnie 6.miejsce i spadek do drugiej ligi. W 1963 po raz kolejny zdobył mistrzostwo drugiej ligi i awans do pierwszej ligi. Ale tak jak i poprzednim razem, końcowe ostatnie 6.miejsce i spadek do drugiej ligi. Po roku nieobecności w 1966 znów startował w pierwszej lidze i znów zajął ostatnie 6.miejsce i spadł do drugiej ligi. Klub przeniósł się w 1969 roku do wschodniej części Reykjaviku do nowej dzielnicy, która szybko rozwijała się.
Po dłuższej przerwie, dopiero w 1975 zajął 2. miejsce w drugiej lidze i zdobył awans do pierwszej ligi. Powrót był ponownie nieudanym – ostatnie 9.miejsce. W następnym 1977 zespół zdobył mistrzostwo 2 ligi i po roku przerwy po raz kolejny wrócił do 1 ligi. Po raz pierwszy klub na dłużej utrzymał się w pierwszej lidze. Po trzech sezonach gry w 1. deild w 1980 spadł na 2 lata do drugiej ligi. Od 1983 do 1985 ponownie występował w pierwszej lidze. W 1988 zajął ostatnie 10.miejsce w 2. deild i spadł do 3. deild karla. W 1990 zdobył mistrzostwo trzeciej ligi i powrócił do drugiej ligi.
W 1997 po reorganizacji systemu lig Islandii i założeniu najwyższej ligi, zwanej Úrvalsdeild, klub kontynuował występy w drugiej lidze, zwanej 1. deild, którą wygrał. W 1998 po raz pierwszy zagrał w Úrvalsdeild, ale znów spadł do 1. deild po zajęciu przedostatniego 9.miejsca. W 2002 zdobył wicemistrzostwo 1. deild i na rok powrócił do najwyższej ligi. W 2005 również zaliczył jeden nieudany sezon Úrvalsdeild. Na dwa sezony w niej utrzymał się w latach 2008 i 2009. W 2015 uplasował się na drugiej pozycji w pierwszej lidze, i po raz kolejny awansował do najwyższej ligi Mistrzostw Islandii.

## Sukcesy

### Trofea międzynarodowe
Nie uczestniczył w rozgrywkach europejskich (stan na 31-05-2015).

### Trofea krajowe
| \| \| Zdobyte trofea w rozgrywkach Islandii (stan na: 31-12-2015) \| |                                                             |      |                                                                          |
| Rozgrywki                                                            | Osiągnięcie                                                 | Razy | Sezon(y)                                                                 |
| Mistrzostwo                                                          | I miejsce                                                   | 0    |                                                                          |
| Mistrzostwo                                                          | II miejsce                                                  | 0    |                                                                          |
| Mistrzostwo                                                          | III miejsce                                                 | 0    |                                                                          |
| Mistrzostwo                                                          | 5 miejsce                                                   | 1    | 1954                                                                     |
| Puchar                                                               | zdobywca                                                    | 0    |                                                                          |
| Puchar                                                               | finalista                                                   | 0    |                                                                          |
| Puchar                                                               | pólfinalista                                                | 7    | 1966, 1978, 1979, 1981, 1984, 2006, 2012                                 |
| Puchar Ligi                                                          | zdobywca                                                    | 0    |                                                                          |
| Puchar Ligi                                                          | finalista                                                   | 1    | 2005                                                                     |
| II liga                                                              | I miejsce                                                   | 6    | 1958, 1963, 1965, 1977, 1982, 1997                                       |
| II liga                                                              | II miejsce                                                  | 11   | 1957, 1960 (A), 1961 (B), 1962, 1967, 1973, 1975, 2002, 2004, 2007, 2015 |
| II liga                                                              | III miejsce                                                 | 9    | 1968 (A), 1971, 1972, 1974, 1981, 1996, 2001, 2012, 2014                 |
| Islandia                                                             | Zdobyte trofea w rozgrywkach Islandii (stan na: 31-12-2015) |      |                                                                          |

- 3. deild karla (III liga):
  - mistrz (1x): 1990

## Stadion
Klub rozgrywa swoje mecze domowe na stadionie Eimskipsvöllurinn w mieście Reykjavík, który może pomieścić 2500 widzów.

## Piłkarze
| Nr | Poz. | Piłkarz                   |
| -- | ---- | ------------------------- |
| 1  | BR   | Arnar Darri Pétursson     |
| 25 | BR   | Sindri Geirsson           |
| 30 | BR   | Trausti Sigurbjörnsson    |
| 3  | OB   | Hallur Hallsson (Captain) |
| 5  | OB   | Aron Ýmir Pétursson       |
| 15 | OB   | Davíd Thór Ásbjörnsson    |
| 19 | OB   | Karl Brynjar Björnsson    |
| 23 | OB   | Aron Lloyd Green          |
| 24 | OB   | Erlingur Jack Guðmundsson |
| 26 | OB   | Grétar Atli Grétarsson    |
| 4  | PO   | Hreinn Örnólfsson         |

| Nr | Poz. | Piłkarz               |
| -- | ---- | --------------------- |
| 7  | PO   | Oddur Björnsson       |
| 15 | PO   | Tony Mawejje          |
| 17 | PO   | Ragnar Pétursson      |
| 22 | PO   | Rafn Andri Haraldsson |
| 23 | PO   | Finnur Ólafsson       |
| 8  | NA   | Hilmar Ástthórsson    |
| 11 | NA   | Dion Jeremy Acoff     |
| -- | NA   | Brynjar Jónasson      |
| -- | PO   | Júlíus Óskar Ólafsson |
| -- | NA   | Emil Atlason          |
| -- | PO   | Sebastian Svärd       |
| -- | NA   | Thiago                |

## Trenerzy
...
- 1989–1991:  Magnús Jónatansson
- 1992:  Ólafur Jóhannesson
- 1993–1996:  Ágúst Hauksson
- 1997–1999:  Willum Þór Þórsson
- 2000–2005:  Ásgeir Elíasson
- 2005–2006:  Atli Eðvaldsson
- 2006–2009:  Gunnar Oddsson
- 2009–2013:  Páll Einarsson
- 2013–18.10.2013:  Zoran Milkjović
- 19.10.2013–...:  Gregg Oliver Ryder